# M31-RV
Désignations
M31-RV est une possible étoile variable cataclysmique rouge de la galaxie d'Andromède. Elle a connue une explosion en 1988, similaire à celle que V838 Monocerotis a connue en 2002. De telles étoiles sont appelées des novas rouges lumineuses. Lors de l'explosion, V838 Monocerotis et M31-RV ont atteint une magnitude absolue maximale de -9,8.
En 2006, la zone autour de M31-RV a été observée à l'aide de Hubble, mais seules des géantes rouges étaient visibles. On pense que l'étoile est soit devenue trop peu lumineuse pour que Hubble puisse la voir, soit qu'elle est la compagne de l'une des géantes rouges, soit qu'elle est l'une des géantes rouges elles-mêmes.
M31-RV a atteint une luminosité maximale d'une magnitude apparente de 17 avant de disparaître rapidement et de montrer une formation de poussière. L'explication la plus probable est que ces explosions se produisent lors d'événements de collisions stellaires.